# JATO
JATO（ジャトー）は、Jet-fuel Assisted Take Off（ジェット補助推進離陸）の頭字語で、補助用に追加したジェット推進機（ブースター）の推力を利用して航空機が本来必要な滑走距離よりも短距離で離陸すること、およびそのためのブースターを含む装置のことである。空気吸入型エンジンではない、ロケットエンジンを使用するものを特にRATOと呼び細分類とすることもあるが、この記事ではロケットエンジンを使用するものも含めた広義の意。

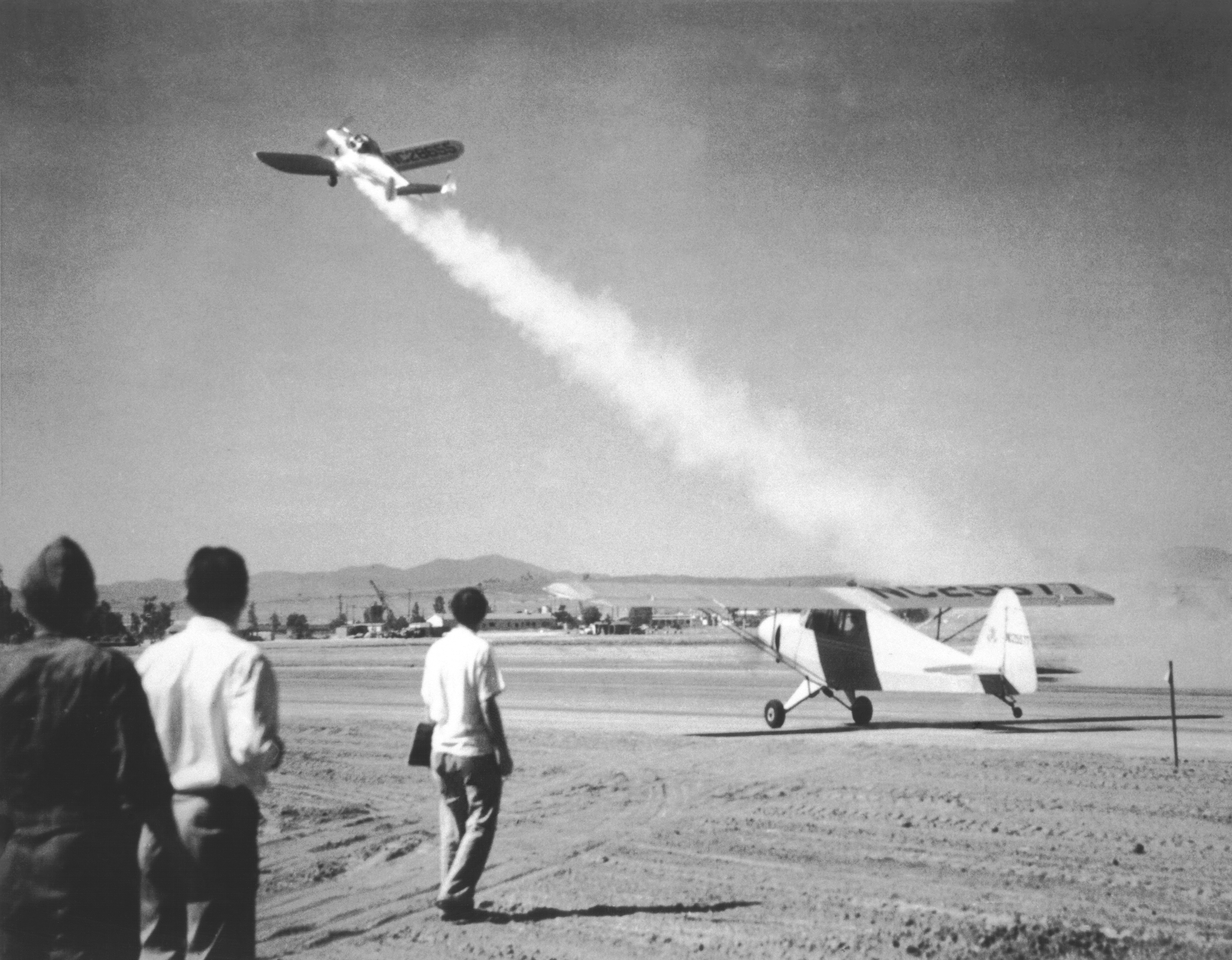
カリフォルニア州、マーチ飛行場でGALCITブースターを装着したエルコ エルクーペにより行われた米国で最初のJATOを使用した離陸（1941年8月12日）

イギリス空軍ではRATOG(Rocket-Assisted Take Off Gear）と呼び、アメリカ合衆国においては「ジェイトー」に近い発音をする。

## 初期の実験と第二次世界大戦

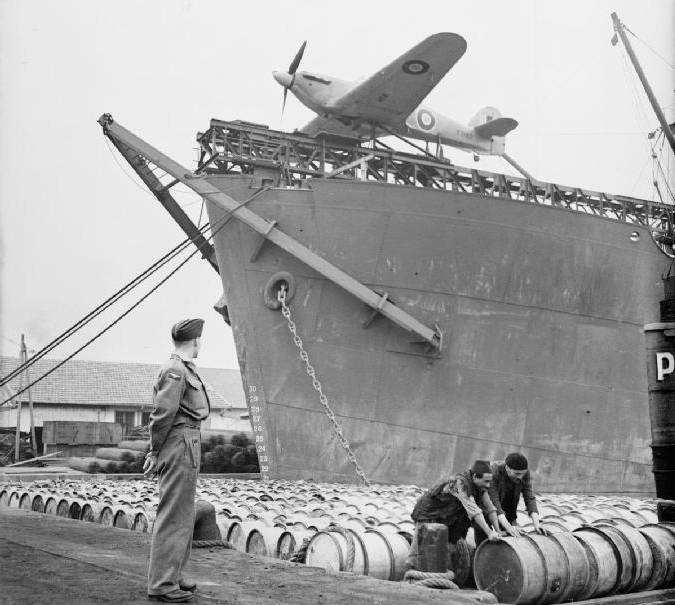
CAMシップに搭載されたホーカー ハリケーン

ロケットを使用してグライダーを離陸させる初期の実験は1920年代のドイツで行われており（リピッシュ エンテ）、後に英空軍とドイツ空軍の双方で第二次世界大戦中にこの装置が導入された。英国の装置は、ドイツの偵察機に対するある程度の防衛のためにかなり大型の固体燃料ロケットを使用して航空機（典型的な機種はホーカー ハリケーン）をCAMシップとして知られる商船の船首に据え付けた短いランプから射出するというものであった。燃焼後にロケットは機体後部から投棄され、海面に落下後に沈んだ。任務が終了すると操縦士は可能であれば友軍占領地まで飛行するか、護衛艦船の1隻に拾い上げられることに望みを託してパラシュートで脱出した。2年にわたる期間でこの装置は僅か9回しか使用されなかったが、ドイツ軍機の8機撃墜を記録し1名の搭乗員を失った。

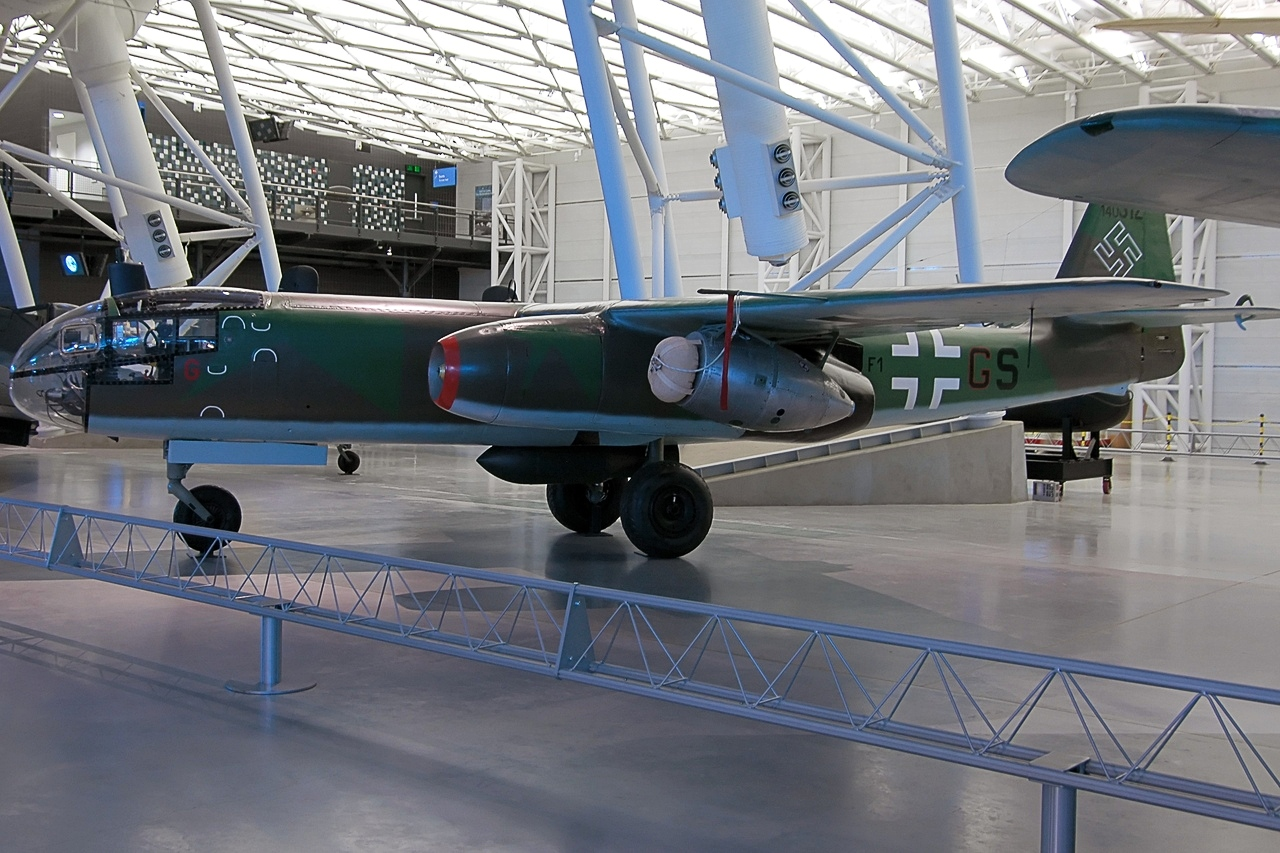
主翼下にヴァルター HWK 109-500ポッドを装着したアラドAr234

ドイツ空軍もこの手法を自軍の小型爆撃機と1940年の英国侵攻作戦用に用意され、東部戦線への補給にも使用された巨大なメッサーシュミット Me 321「ギガント」グライダーの補助推進離陸に使用した。Me 321は3機の爆撃機に曳航されて離陸していたが、貨物を搭載した場合その離陸距離は非常に長くなっていた。戦争後期になり連合国軍の攻撃により使用可能な滑走路の長さがかなり短いものになってくると航空機の離陸距離の問題は特に重要になってきた。ドイツが使用した装置の典型的なものは、本質的にはほぼ純粋の過酸化水素であるT液の燃焼で稼動するヴァルター HWK 109-500 「シュタルトヒルフェ」（Starthilfe）ロケットエンジンであった。離陸後に投棄されるとロケットエンジンの前部に取り付けられたパラシュート・パックが開傘し、ロケットエンジン自体は再利用することができた。1937年にベルリンの東70 kmのノイハルデンベルクにある戦時には予備飛行場だった広大な飛行場で最初の実験がテストパイロットのエーリヒ・ヴァルジッツの操縦でハインケル He 111を使用して行われた。ドイツのその他の実験的なJATOの利用は、「ハイマートシュッツァー」（Heimatschützer）と呼ばれるより短時間で敵爆撃機編隊の高度まで上昇できるように改造された特別製のメッサーシュミット Me262のような迎撃戦闘機を補助推進する目的のものであった。これには3タイプのRATOがあり、全てが液体燃料を使用するものであった。3タイプの中から2タイプの「ハイマートシュッツァー」版Me 262の試作機が製作され、飛行テストを行った。
1939年の初めに米国科学アカデミーは、ロケット補助推進による航空機の離陸に関する研究のためにセオドア・フォン・カルマンとグッゲンハイム航空研究所のロケット研究グループに対し1,000USドルを支給した。このJATO研究は、アメリカ政府から資金援助を受けた最初のロケット研究であった。1941年8月23日、陸軍大尉ホーマー・ブーシェイは、翼の下に 6 個の JATO を取り付けプロペラを取り外したERCOエルクーペ単葉機によって、ロケット動力のみで飛行した最初のアメリカ人となった。同年12月18日にはアメリカロケット協会のジェームズ・ワイルドと3人の会員たちによって、アメリカ海軍との契約でJATOを生産するためリアクション・モーターズが設立された。1942年3月19 日にはエアロジェット・エンジニアリング・コーポレーションが設立された。

## 第二次世界大戦後
第二次世界大戦後にJATOは、当時のターボジェットエンジンの低速時の低推力特性のお陰で一般的なものとなり、離陸時にアームストロング・シドレー ヴァイパーを使用したアブロ シャクルトンのような大重量の航空機を離陸させるための手段として利用されるようになったが、ジェットエンジンの離陸時推力が増加するようになるとJATOは廃れていった。しかし、積載重量が大の航空機を短距離で離陸させる場合や「高地/高温」環境下での運用では現在でも使用され続けている。
類似した2つのゼロ距離発進の実験計画が1950年代遅くのほぼ同時期にアメリカ空軍とソ連空軍で実施された。アメリカ空軍はMGM-1 マタドール巡航ミサイルの固定燃料ブースターを使用したEF-84G と命名されたリパブリック F-84の改造型を用い、ソ連空軍はEF-84Gに使用されたものとほぼ同一の固定燃料ロケットブースターを使用し特製の発射台から射出されるSM-30と命名されたMiG-19戦闘機の改造型を用いた。ノースアメリカン F-100とロッキード F-104もゼロ距離発進の実験に使用された。ベトナム戦争では、旧南ベトナムに展開した海兵隊航空団が、本格的な滑走路が建設されるまでの一時期、A-4スカイホークなどにおいて離陸の補助としてJATOを（地上設置型カタパルトなどと共に）使用している。
クレディブル・スポーツ作戦は、離陸用・逆噴射用といった多数のロケットエンジンを装着して短距離での離着陸を可能とした改造型のロッキード C-130輸送機を使用してイランに囚われている人質を救出するという1980年代末のアメリカの軍事作戦であった。この作戦は、テスト着陸中に逆噴射用として装備されたRATO装置が早く点火し過ぎたために機体が地面に叩きつけられた事故が発生したため中止された。これについてはイーグルクロー作戦の項も参照。
大型の爆撃機を保有していないアメリカ海軍では核攻撃に対する独自の報復攻撃手段として、中型の爆撃機をJATOにより強制発艦させる計画が存在した。アメリカ海軍の艦上攻撃機は航続距離が短く発艦前に空母が危険にさらされるため、攻撃機より積載量と航続距離に優れ爆装が可能な対潜哨戒機P-2から対潜機材を撤去し、Mk.1と投下に必要な装備に変更した艦上核爆撃型『P2V-3C』を少数配備していた。実戦ではP2V-3Cの作戦行動半径まで空母に艦載し洋上を移動、JATOの補助により離艦して目標に報復爆撃を行った後、空母の周辺に不時着水して乗員を回収する予定であった（着艦は不可能）。冷戦中は定期的に訓練が行われていたが実戦がないまま冷戦が終結、機体も老朽化し後継のP-3が大型で艦載できない事に加え、弾道ミサイルや原子力潜水艦が発達したことから、P-2の退役に合わせ終了となった。
1961年、ジョン・F・ケネディが待避する防空壕をナンタケットに建設する際、偽装のためアメリカ海軍のJATO保管庫と公表していた。

## JATOの必要性
航空機の総重量に対して滑走距離が短い場合や短時間で高空まで上昇させるなど、推進力が足りない場合にJATOが必要とされる。
垂直離着陸機には滑走離着陸より大幅に高推力が必要となる。これを得るための、水平巡航用の主エンジンと別に推力離陸に使用するリフトエンジンを備えるものは、内蔵固定のJATO装備とも言える。

## JATOの欠点
補助推進器を備えることで機体の部品点数は増加しコスト増となる。固体ロケットのような消耗品だとさらにコストが嵩む。
効果を高めるには推力で機体を持ち上げるよう噴射を下向きに装備することになり、滑走路に与えるダメージが大きい。大戦後の機体規模の大型化に比例したJATO推力の増大と共にこの問題は深刻化した。噴射で路面が高温に炙られ後続機の速やかな発着が妨げられることにもなる。
推力の大負荷が加わるため高信頼が必要にもかかわらず、飛行性能の観点から上空で切り離し可能な構造とする矛盾がある。仮に噴射中のブースターが脱落すると機体その他に衝突し大事故となるリスクがある。
このように運用上の問題が大きいため、機体規模も補助推力も小さいUAV（無人機）あるいはミサイルならともかく、有人機スケールでJATOの常用を前提とした機体は非常に少ない。

## JATOの都市伝説
JATO装置を装着した車が加速のあまり離陸し、山腹に激突しているのが発見された―という有名な話があり、しばしばダーウィン賞の一例として紹介される。ただし、このJATOカーをめぐる物語に根拠は無く、事実かどうかは不明な都市伝説である。この伝説はディスカバリーチャンネルの番組『怪しい伝説』で3回検証された。

## 画像

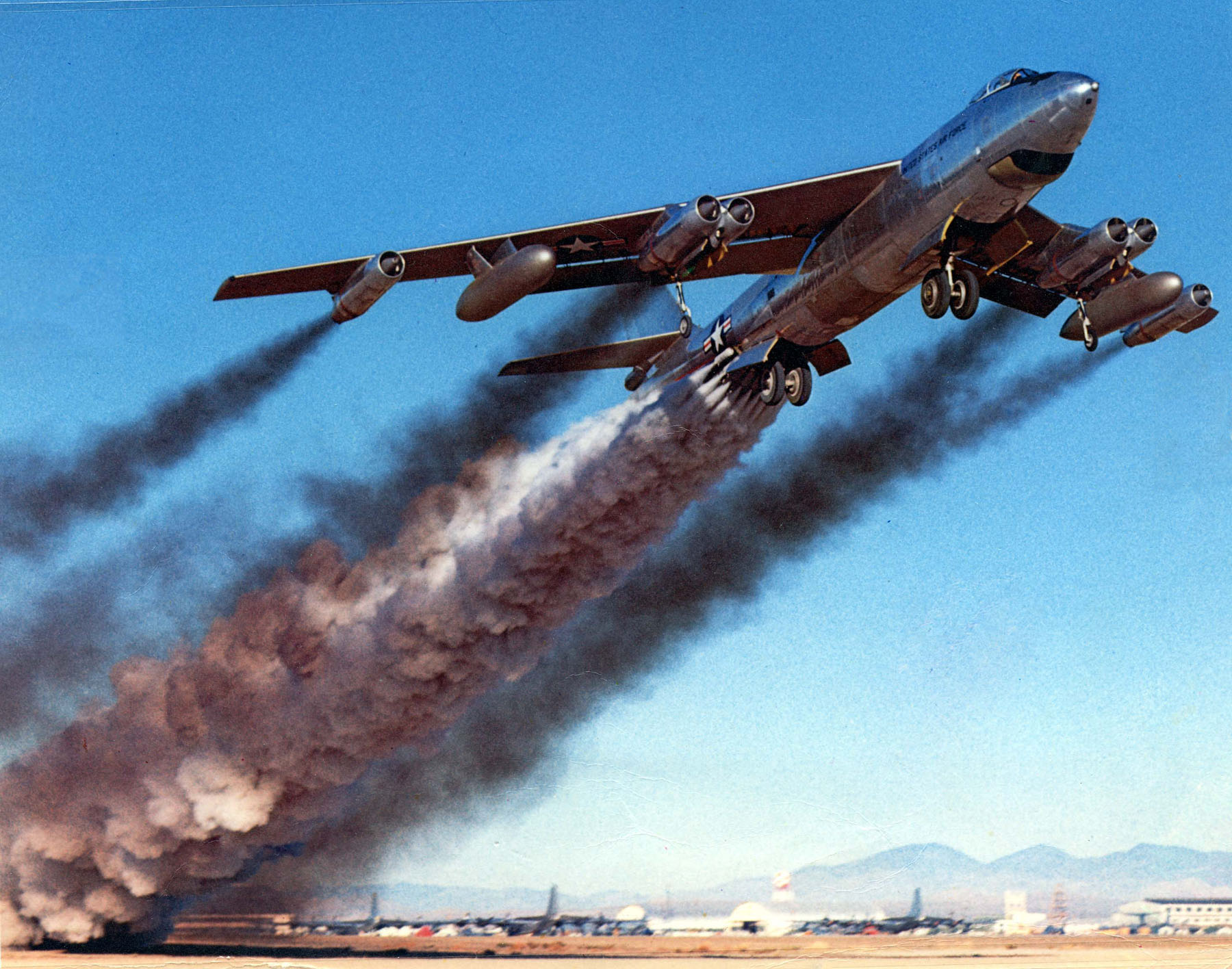
RATOを使用して離陸するボーイング B-47
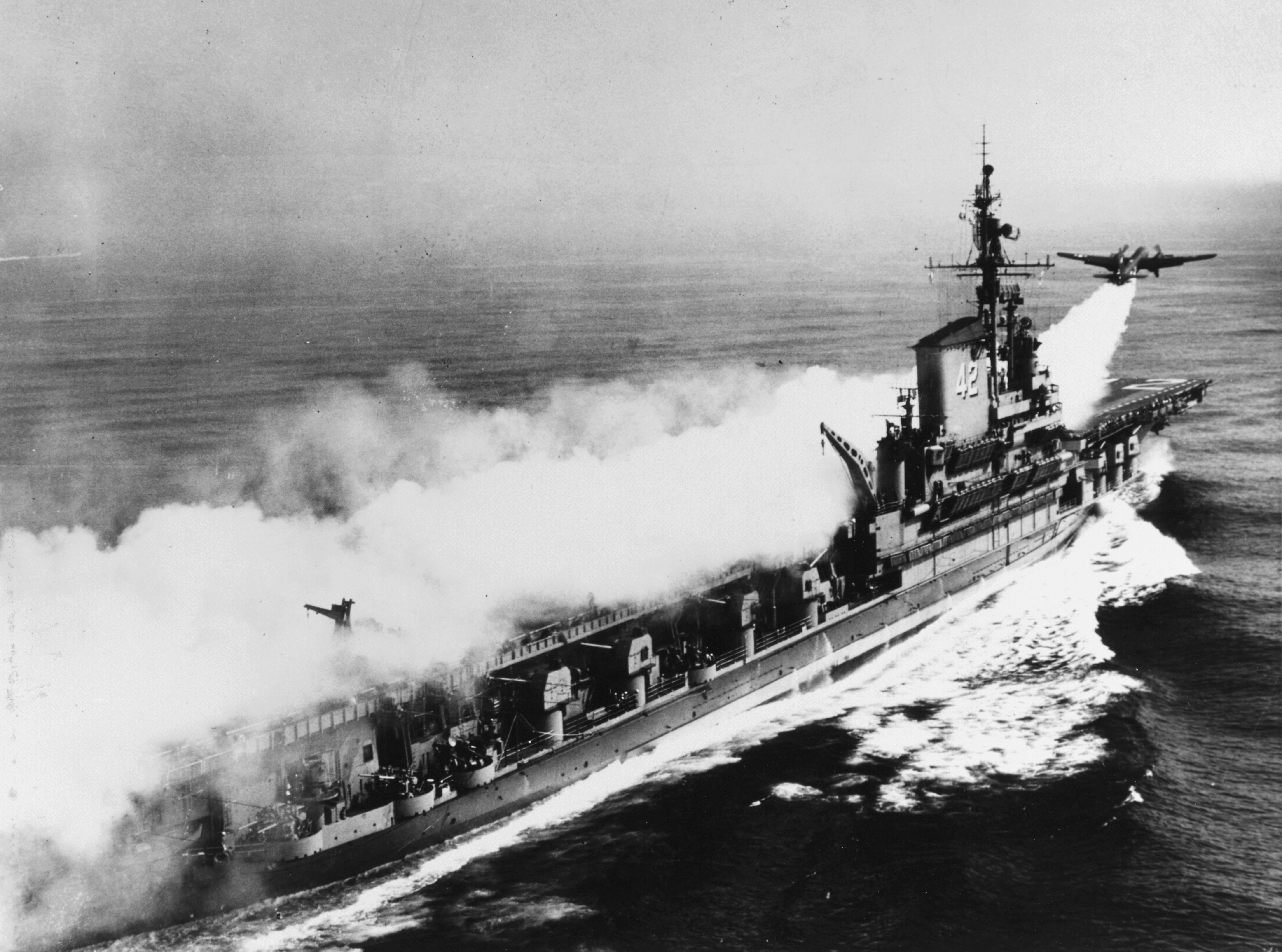
空母フランクリン・D・ルーズベルトからJATOを使用して発艦するP2V-3C（1951年7月2日）
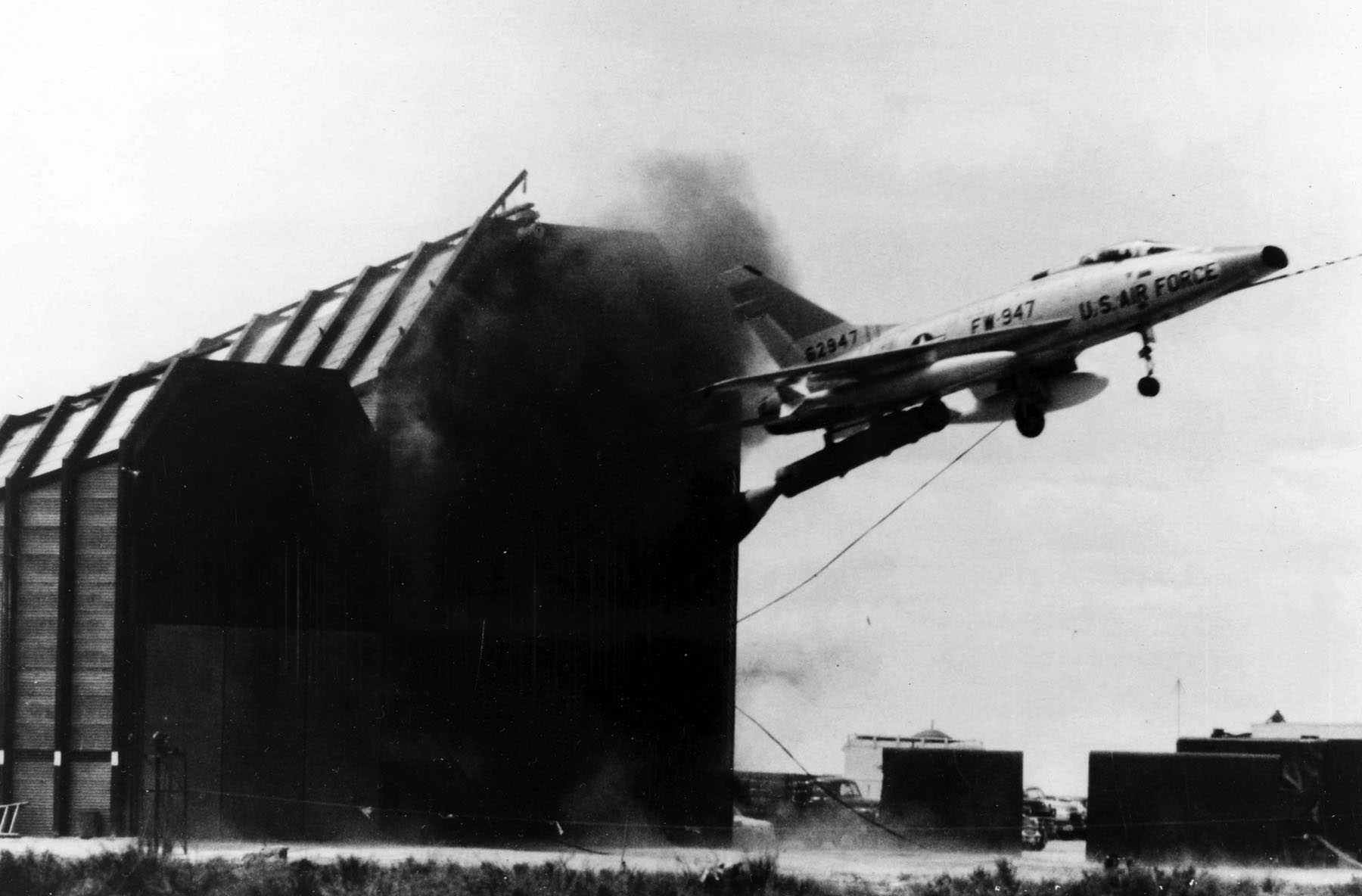
ゼロ距離発進で離陸するノースアメリカン F-100
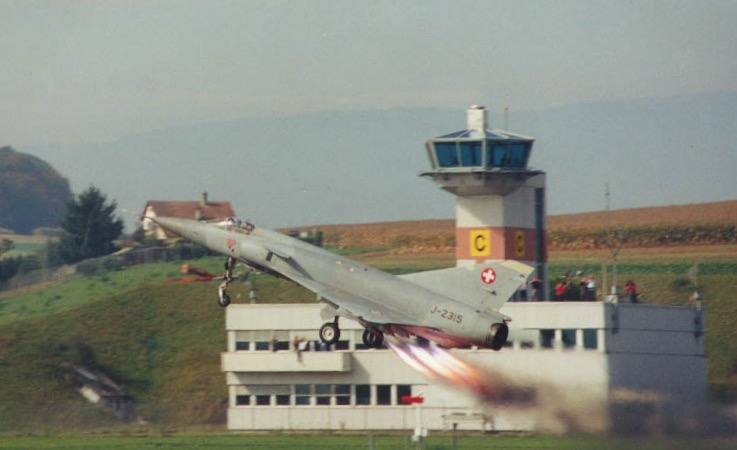
RATOを使用して離陸するスイス空軍のダッソー ミラージュ III（パイェルヌにて）
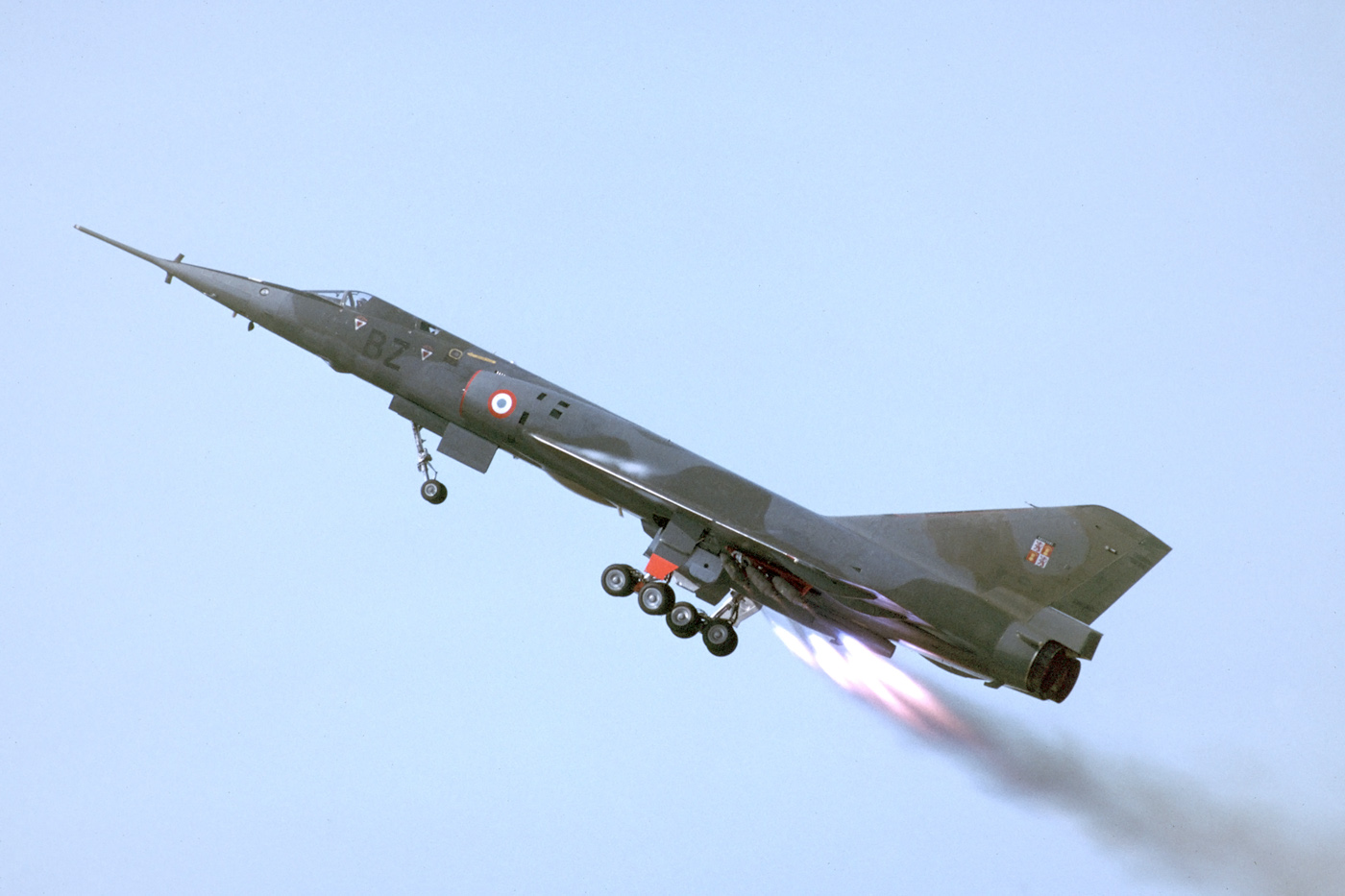
RATOを使用して離陸するフランス空軍のミラージュIV P
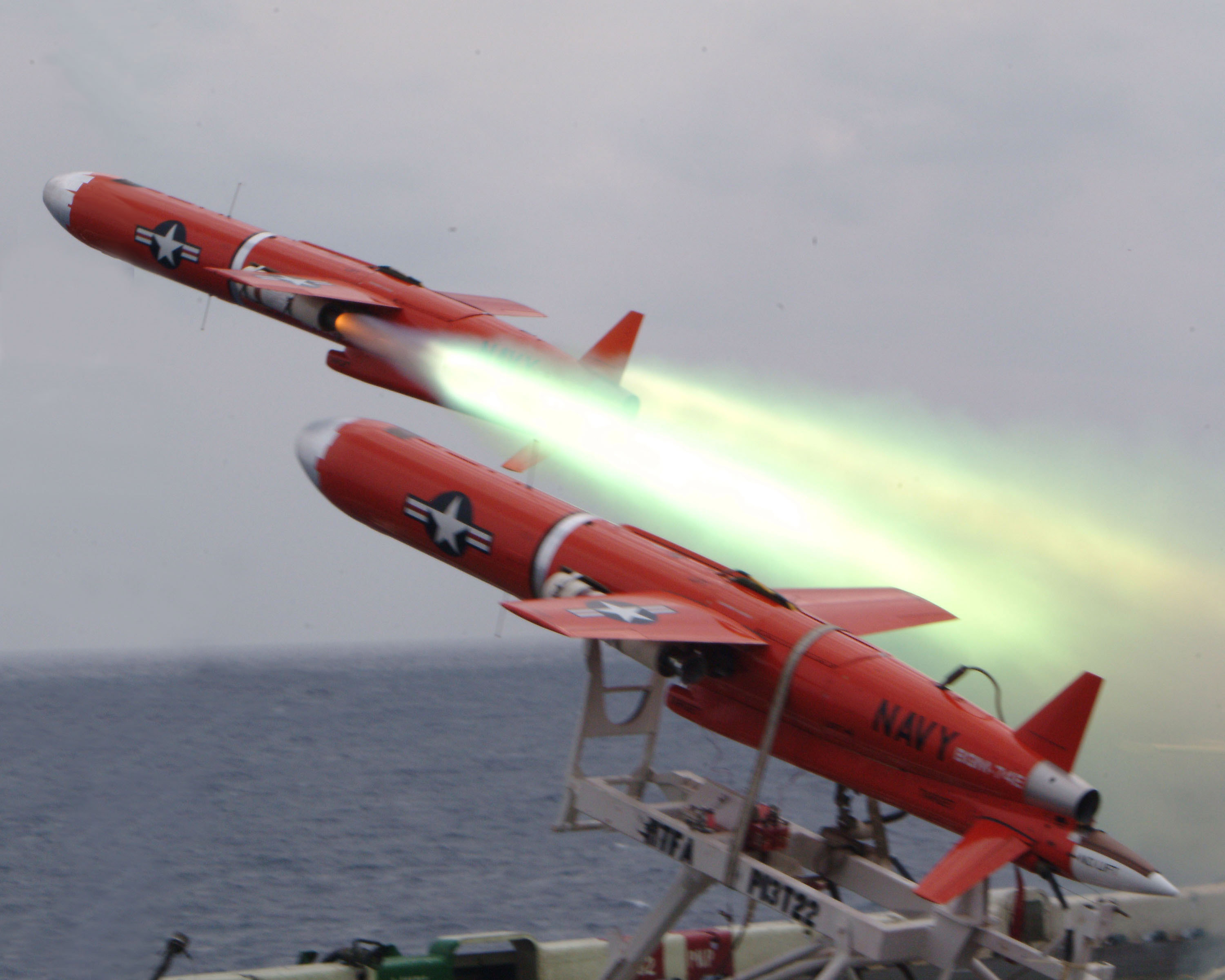
JATOを使用するBQM-74E チャカ 標的機
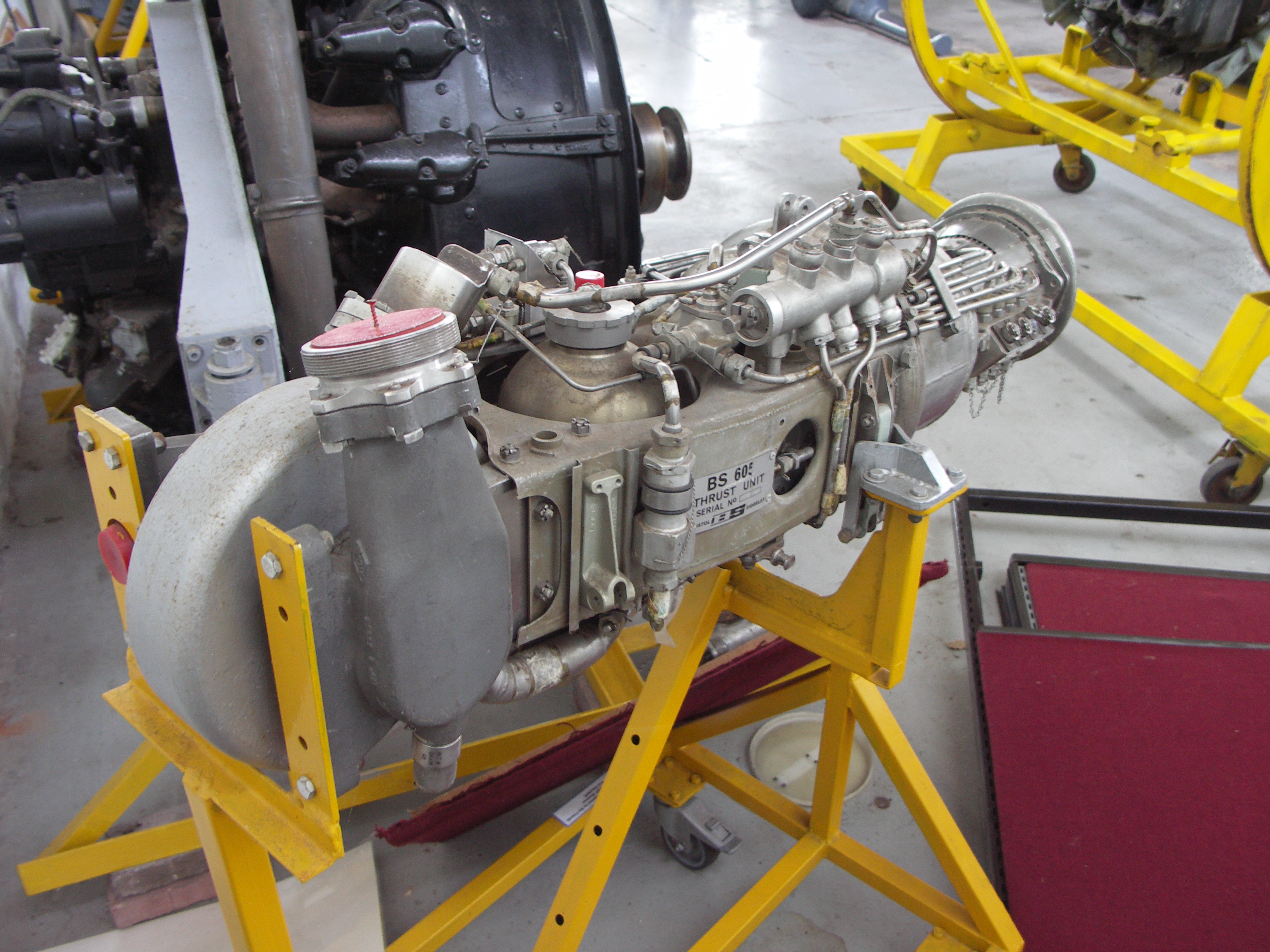
ブラックバーン バッカニア S.50で使用されたBS.605
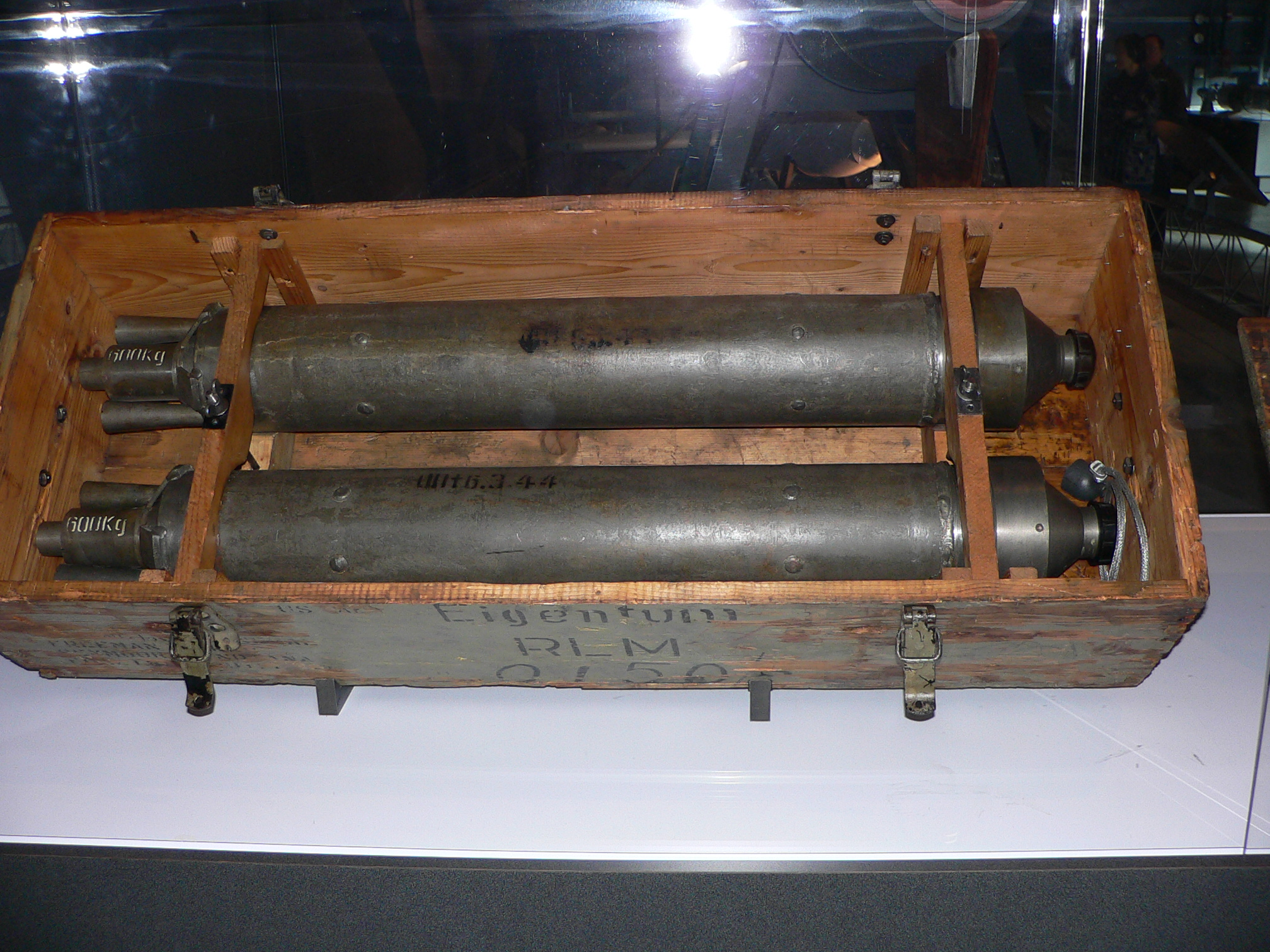
RI 502 JATOロケット
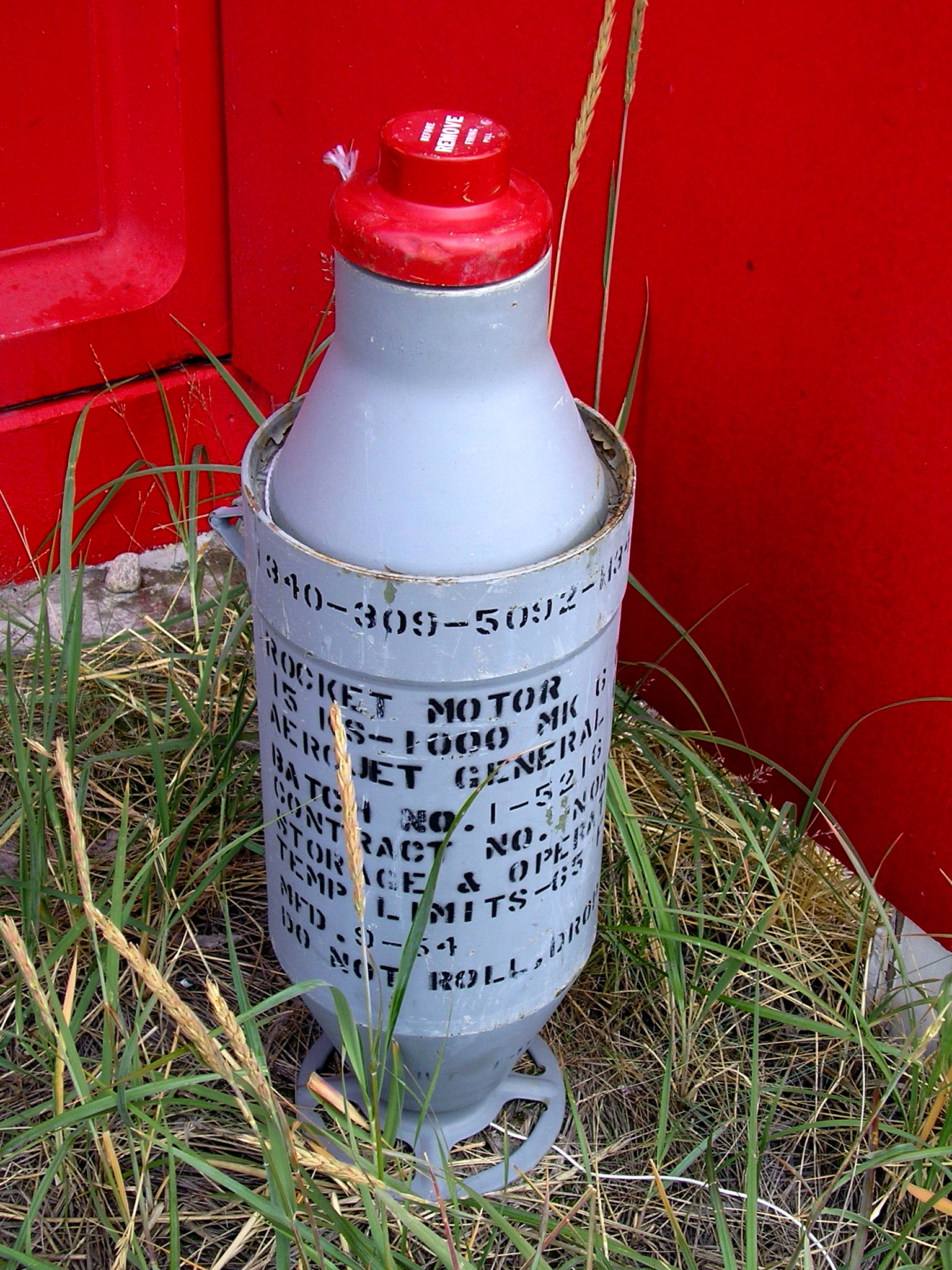
RATOボトル